# 1100 Wilshire
1100 Wilshire è un grattacielo di Los Angeles, California.

## Caratteristiche
L'edificio è il 24° edificio più alto della città e il 4° edificio residenziale più alto nello stato della California. L'edificio, alto 151 metri e con 37 piani è stato completato nel 1987. I 16 piani inferiori sono principalmente parcheggi, con spazi commerciali a livello strada. 1100 Wilshire non ebbe successo come edificio per uffici e rimase quasi completamente vuoto per quasi due decenni. È stato acquistato da Hampton Development, TMG Partners e Forest City Residential per $ 40 milioni e tra il 2005 ed il 2006 la proprietà è stata convertita in condominio residenziale con 228 unità.